# مارگردن استرالزی
مارگردن استرالزی (نام علمی: Anhinga novaehollandiae) نام یک گونه از سرده مارگردن‌ها است.